# Crataegus margarettae
Crataegus margarettae är en rosväxtart som beskrevs av William Willard Ashe. Crataegus margarettae ingår i Hagtornssläktet som ingår i familjen rosväxter. Inga underarter finns listade i Catalogue of Life.